# Ljudmyla Kičenoková
Ljudmyla Kičenoková (ukrajinsky Людмила Кіченок, Ljudmyla Kičenok, * 20. července 1992 Dněpropetrovsk) je ukrajinská profesionální tenistka a dvojče tenistky Nadiji Kičenokové. Na grandslamu zvítězila s Matem Pavićem ve smíšené čtyřhře Wimbledonu 2023 a po boku Jeļeny Ostapenkové v ženské čtyřhře US Open 2024. S Ostapenkovou si zahrála i finále čtyřhry Australian Open 2024. Ve své dosavadní kariéře vyhrála na okruhu WTA Tour jedenáct turnajů ve čtyřhře včetně trofejí z WTA Elite Trophy 2018 a 2019. V rámci okruhu ITF získala šest titulů ve dvouhře a dvacet sedm ve čtyřhře.
Na žebříčku WTA byla ve dvouhře nejvýše klasifikována v červenci 2014 na 156. místě a ve čtyřhře pak v září 2024 na 3. místě. Trénuje ji partner Stanislav Chmarskyj. Dříve tuto roli plnil Stephane Huet.
V ukrajinském týmu Billie Jean King Cupu debutovala v roce 2010 baráží Světové skupiny proti Austrálii, v níž prohrála dvouhru se Sam Stosurovou a po boku Nadiji také čtyřhru. Do listopadu 2024 v soutěži nastoupila k deseti mezistátním utkáním s bilancí 1–2 ve dvouhře a 4–6 ve čtyřhře.
Ukrajinu reprezentovala na Letních olympijských hrách 2016 v Riu de Janeiru. Do ženské čtyřhry nastoupila po boku sestry Nadiji Kičenokové. Soutěž opustily po prohře v úvodním kole od čínského páru Sü I-fan a Čeng Saj-saj. Zúčastnila se také pařížské olympiády 2024. S Nadijou Kičenokovou vypadla ve čtvrtfinále deblové soutěže s pozdějšími bronzovými medailistkami Cristinou Bucșovou a Sarou Sorribesovou Tormovou ze Španělska.

## Tenisová kariéra
Premiérové finále na okruhu WTA si zahrála na uzbeckém turnaji Tashkent Open 2011, když spolu s Nadijou Kičenokovou prohrály s řecko-ruským párem Eleni Daniilidou a Vitalija Ďjačenková.
Na lednovém Šen-čen Open 2014 pak opět se sestrou nestačily v boji o deblový titul na rumunsko-českou dvojici Monica Niculescuová a Klára Zakopalová. Premiérový titul se sestrou dobyla na lednovém Shenzhen Open 2015 v Šen-čenu, kde si ve finále poradily s čínským párem Liang Čchen a Wang Ja-fan ve dvou setech. Členku první světové desítky jedinkrát porazila na úvod tchienťinského Tianjin Open 2015, když jako hráčka páté světové stovky vyřadila italskou světovou osmičku Flavii Pennettaovou. Následně však nestačila na Tuan Jing-jing.

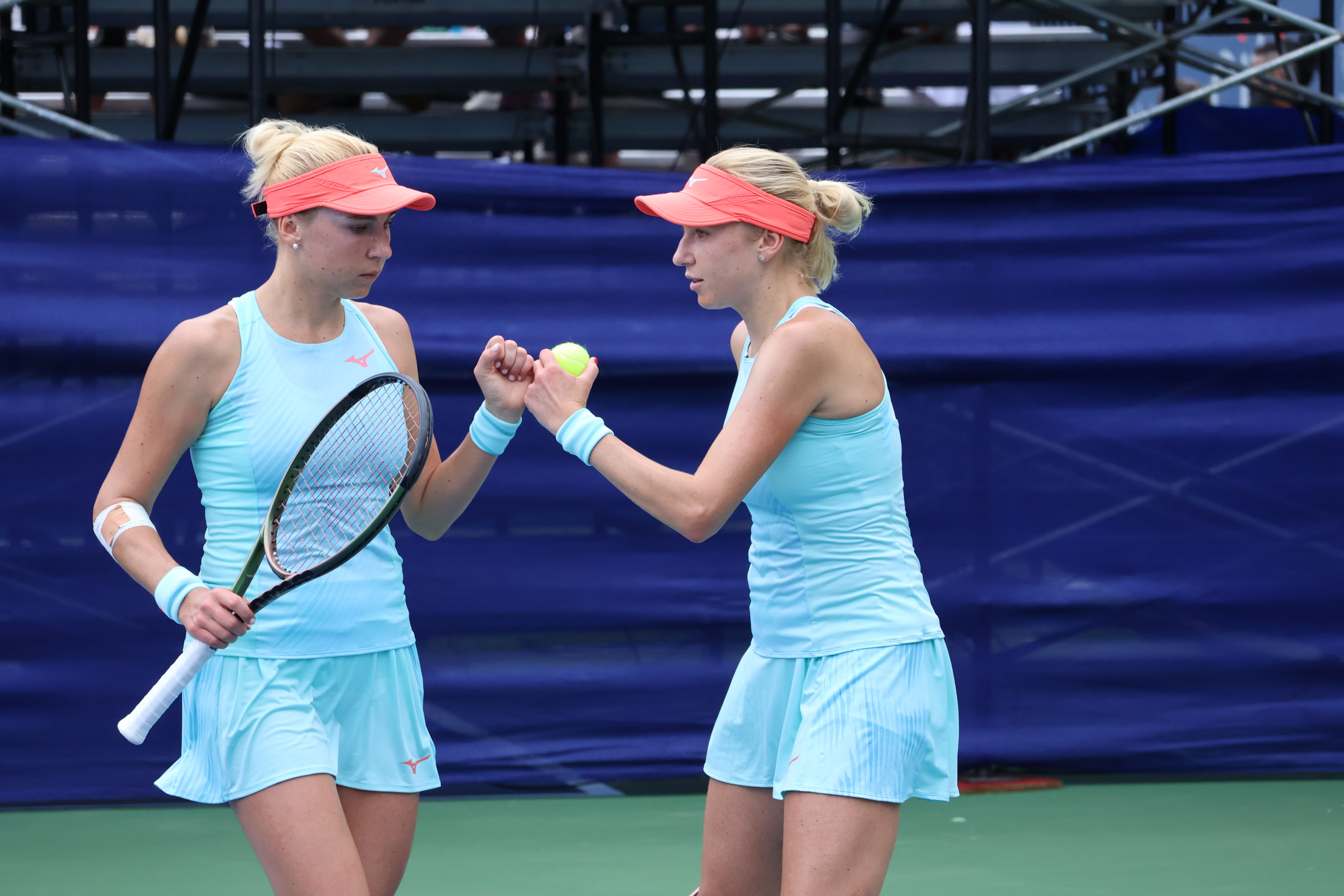
Dvojčata Ljudmyla a Nadija Kičenokova na Washington Open 2023

Ve smíšené soutěži Wimbledonu 2023 obnovila spolupráci s Chorvatem Matem Pavićem na podnět jejich společného chorvatského fyzioterapeuta. Jako pár v předchozích kariérách odehráli pouze Wimbledon 2017, v němž dohráli ve čtvrtfinále. V roce 2023 postoupili až do finále poté, co v dramatické bitvě druhého kola s třemi tiebreaky odvrátili mečbol Peraové a Mektićovi. V boji o titul zdolali belgicko-čínský pár Joran Vliegen a Sü I-fan po třísetovém průběhu, když neztratili ani jeden servírovací game. Premiérové grandslamové finále tak proměnila v první titul. Ve Wimbledonu se stala historicky prvním ukrajinským vítězem jakékoli soutěže dospělých a na grandslamu třetí ukrajinskou šampionkou, po deblové trofeji Aljony a Kateryny Bondarenkových na Australian Open 2008.
Druhý grandslam získala se stabilní spoluhráčkou, Lotyškou Jeļenou Ostapenkovou, ve čtyřhře US Open 2024. Z pozice turnajových sedmiček prošly soutěží bez ztráty setu. Do finále postoupily přes desáté nasazené Čan Chao-čching a Veroniku Kuděrmetovovou. V něm pak zdolaly francouzsko-čínskou dvojici Kristina Mladenovicová a Čang Šuaj. Na grandslamu vylepšily finálové maximum z lednového Australian Open 2024. V probíhající sezóně navázaly na trofeje z Brisbane International 2024 a Eastbourne International 2024. V rámci okruhu WTA Tour získala jedenáctý deblový titul. Bodový zisk ji po skončení posunul na nové kariérní maximum, když 9. září 2024 figurovala na 5. místě deblové klasifikace. Stala se tak první Ukrajinkou v elitní světové pětce žebříčku WTA.

## Soukromý život
V roce 2023 se zasnoubila se Stanislavem Chmarským, trenérem deblové spoluhráčky Jeļeny Ostapenkové. Plánovaný sňatek na středu 4. září druhého týdne US Open 2024 odložili pro semifinálový zápas ve čtyřhře, kterou nakonec vyhrála.

## Finále na Grand Slamu

### Ženská čtyřhra: 2 (1–1)
| Stav       | rok  | turnaj          | povrch | spoluhráčka        | soupeřky ve finále               | výsledek |
| ---------- | ---- | --------------- | ------ | ------------------ | -------------------------------- | -------- |
| Finalistka | 2024 | Australian Open | tvrdý  | Jeļena Ostapenková | Sie Šu-wej Elise Mertensová      | 1–6, 5–7 |
| Vítězka    | 2024 | US Open         | tvrdý  | Jeļena Ostapenková | Kristina Mladenovicová Čang Šuaj | 6–4, 6–3 |

### Smíšená čtyřhra: 1 (1–0)
| Stav    | rok  | turnaj    | povrch | spoluhráč  | soupeři ve finále      | výsledek            |
| ------- | ---- | --------- | ------ | ---------- | ---------------------- | ------------------- |
| Vítězka | 2023 | Wimbledon | tráva  | Mate Pavić | Joran Vliegen Sü I-fan | 6–4, 6–7(9–11), 6–3 |

## Finále na okruhu WTA Tour

### Čtyřhra: 23 (11–12)
| Legenda                                        |
| ---------------------------------------------- |
| Grand Slam (1–1)                               |
| Turnaj mistryň (0)                             |
| WTA Elite Trophy (2–0)                         |
| Premier Mandatory & Premier 5 / WTA 1000 (1–0) |
| Premier / WTA 500 (2–6)                        |
| International / WTA 250 (5–5)                  |

| Stav       | č.  | datum             | turnaj                                | kategorie     | povrch     | spoluhráčka        | soupeřky ve finále                             | výsledek              |
| ---------- | --- | ----------------- | ------------------------------------- | ------------- | ---------- | ------------------ | ---------------------------------------------- | --------------------- |
| Finalistka | 1.  | 17. září 2011     | Taškent, Uzbekistán                   | International | tvrdý      | Nadija Kičenoková  | Eleni Daniilidou Vitalija Ďjačenková           | 4–6, 3–6              |
| Finalistka | 2.  | 4. ledna 2014     | Šen-čen, Čína                         | International | tvrdý      | Nadija Kičenoková  | Monica Niculescuová Klára Zakopalová           | 3–6, 4–6              |
| Vítězka    | 1.  | 10. ledna 2015    | Šen-čen, Čína                         | International | tvrdý      | Nadija Kičenoková  | Liang Čchen Wang Ja-fan                        | 6–4, 7–6(8–6)         |
| Vítězka    | 2.  | 4. srpna 2016     | Florianópolis, Brazílie               | International | tvrdý      | Nadija Kičenoková  | Tímea Babosová Réka Luca Janiová               | 6–3, 6–1              |
| Finalistka | 3.  | 13. ledna 2018    | Hobart, Austrálie                     | International | tvrdý      | Makoto Ninomijová  | Elise Mertensová Demi Schuursová               | 2–6, 2–6              |
| Finalistka | 4.  | 5. července 2018  | San José, Spojené státy               | Premier       | tvrdý      | Nadija Kičenoková  | Květa Peschkeová Latisha Chan                  | 4–6, 1–6              |
| Vítězka    | 3.  | 4. listopadu 2018 | Ču-chaj, Čína                         | Elite Trophy  | tvrdý      | Nadija Kičenoková  | Šúko Aojamová Lidzija Marozavová               | 6–4, 3–6, [10–7]      |
| Vítězka    | 4.  | 27. října 2019    | Ču-chaj, Čína (2)                     | Elite Trophy  | tvrdý (h)  | Andreja Klepačová  | Jang Čao-süan Tuan Jing-jing                   | 6–3, 6–3              |
| Vítězka    | 5.  | 13. června 2021   | Nottingham, Spojené království        | WTA 250       | tráva      | Makoto Ninomijová  | Caroline Dolehideová Storm Sandersová          | 6–4, 6–7(3–7), [10–8] |
| Finalistka | 5.  | 28. srpna 2021    | Chicago, Spojené státy                | WTA 250       | tvrdý      | Makoto Ninomijová  | Nadija Kičenoková Ioana Raluca Olaruová        | 6–7(6–8), 7–5, [8–10] |
| Finalistka | 6.  | říjen 2021        | Tenerife, Španělsko                   | WTA 250       | tvrdý      | Marta Kosťuková    | Ulrikke Eikeriová Ellen Perezová               | 3–6, 3–6              |
| Finalistka | 7.  | 19. února 2022    | Dubaj, Spojené arabské emiráty        | WTA 500       | tvrdý      | Jeļena Ostapenková | Veronika Kuděrmetovová Elise Mertensová        | 1–6, 3–6              |
| Vítězka    | 6.  | 19. června 2022   | Birmingham, Spojené království        | WTA 250       | tráva      | Jeļena Ostapenková | Elise Mertensová Čang Šuaj                     | bez boje              |
| Finalistka | 8.  | 25. června 2022   | Eastbourne, Spojené království        | WTA 500       | tráva      | Jeļena Ostapenková | Aleksandra Krunićová Magda Linetteová          | bez boje              |
| Vítězka    | 7.  | 21. srpna 2022    | Cincinnati, Spojené státy             | WTA 1000      | tvrdý      | Jeļena Ostapenková | Nicole Melichar-Martinezová Ellen Perezová     | 7–6(7–5), 6–3         |
| Vítězka    | 8.  | 2. října 2022     | Tallinn, Estonsko                     | WTA 250       | tvrdý (h)  | Nadija Kičenoková  | Nicole Melichar-Martinezová Laura Siegemundová | 7–5, 4–6, [10–7]      |
| Finalistka | 9.  | 17. února 2023    | Dauhá, Katar                          | WTA 500       | tvrdý      | Jeļena Ostapenková | Coco Gauffová Jessica Pegulaová                | 4–6, 6–2, [7–10]      |
| Vítězka    | 9.  | 7. ledna 2024     | Brisbane, Austrálie                   | WTA 500       | tvrdý      | Jeļena Ostapenková | Greet Minnenová Heather Watsonová              | 7–5, 6–2              |
| Finalistka | 10. | 28. ledna 2024    | Australian Open, Melborune, Austrálie | Grand Slam    | tvrdý      | Jeļena Ostapenková | Sie Šu-wej Elise Mertensová                    | 1–6, 5–7              |
| Finalistka | 11. | 7. dubna 2024     | Charleston, Spojené státy             | WTA 500       | antuka (z) | Nadija Kičenoková  | Ashlyn Kruegerová Sloane Stephensová           | 6–1, 3–6, [7–10]      |
| Vítězka    | 10. | 29. června 2024   | Eastbourne, Spojené království        | WTA 500       | tráva      | Jeļena Ostapenková | Gabriela Dabrowská Erin Routliffeová           | 5–7, 7–6(7–2), [10–8] |
| Vítězka    | 11. | 6. září 2024      | US Open, New York, Spojené státy      | Grand Slam    | tvrdý      | Jeļena Ostapenková | Kristina Mladenovicová Čang Šuaj               | 6–4, 6–3              |
| Finalistka | 12. | 2. února 2025     | Linec, Rakousko                       | WTA 500       | tvrdý      | Nadija Kičenoková  | Tímea Babosová Luisa Stefaniová                | 6–3, 5–7, [4–10]      |

## Finále na okruhu ITF
| 100 000 $ tournaments |
| 75 000 $ tournaments  |
| 50 000 $ tournaments  |
| 25 000 $ tournaments  |
| 10 000 $ tournaments  |

### Dvouhra: 12 (6–6)
| Stav       | č. | datum              | turnaj                 | povrch  | soupeřka ve finále      | výsledek         |
| ---------- | -- | ------------------ | ---------------------- | ------- | ----------------------- | ---------------- |
| Vítězka    | 1. | 16. října 2009     | Charkov, Ukrajina      | koberec | Nadija Kičenoková       | 6–7(2), 6–3, 6–2 |
| Vítězka    | 2. | 1. listopadu 2009  | Stockholm, Švédsko     | tvrdý   | Marta Sirotkinová       | 6–3, 6–3         |
| Finalistka | 1. | 15. listopadu 2009 | Minsk, Bělorusko       | tvrdý   | Anna Lapuščenkovová     | 7–5, 6–7(3), 2–6 |
| Finalistka | 2. | 4. dubna 2010      | Chanty-Mansijsk, Rusko | koberec | Anna Lapuščenkovová     | 2–6, 2–6         |
| Vítězka    | 3. | 22. května 2010    | Charkov, Ukrajina      | antuka  | Elina Svitolinová       | 6–2, 4–6, 6–1    |
| Vítězka    | 4. | 27. března 2011    | Moskva, Rusko          | tvrdý   | Darja Gavrilovová       | 6–2, 6–0         |
| Finalistka | 3. | 25. března 2012    | Moskva, Rusko          | koberec | Margarita Gasparjanová  | 0–6skreč         |
| Vítězka    | 5. | 26. května 2012    | Astana, Kazachstán     | tvrdý   | Lisa Whybournová        | 4–6, 6–4, 6–2    |
| Finalistka | 4. | 16. června 2012    | Buchara, Uzbekistán    | tvrdý   | Zarina Dijasová         | 0–6, 0–6         |
| Finalistka | 5. | 10. listopadu 2012 | Minsk, Bělorusko       | tvrdý   | Aljaksandra Sasnovičová | 0–6, 6–7 (4–7)   |
| Finalistka | 6. | 15. července 2013  | Imola, Itálie          | koberec | Viktoria Kanová         | 6–3, 5–7, 2–6    |
| Vítězka    | 6. | 18. srpna 2013     | Kazaň, Rusko           | tvrdý   | Valentina Ivachněnková  | 6–2, 2–6, 6–2    |

## Postavení na konečném žebříčku WTA

### Dvouhra
| Rok    | 2008 | 2009   | 2010   | 2011   | 2012   | 2013   | 2014   | 2015   | 2016   | 2017   | 2018–2021 | 2022 | 2023 | 2024 |
| Pořadí | 718. | ▲ 548. | ▼ 260. | ▲ 363. | ▲ 235. | ▲ 187. | ▲ 184. | ▼ 326. | ▼ 365. | ▼ 873. | —         | 982. | —    | —    |

### Čtyřhra
| Rok    | 2008 | 2009   | 2010   | 2011   | 2012   | 2013   | 2014  | 2015  | 2016  | 2017  | 2018  | 2019  | 2020  | 2021  | 2022 | 2023  | 2024 |
| Pořadí | 379. | ▲ 282. | ▲ 162. | ▲ 141. | ▲ 111. | ▼ 116. | ▲ 74. | ▲ 53. | ▼ 68. | ▲ 53. | ▲ 35. | ▼ 41. | ▼ 46. | ▲ 38. | ▲ 9. | ▼ 35. | ▲ 4. |